# John Farrell (Bischof)

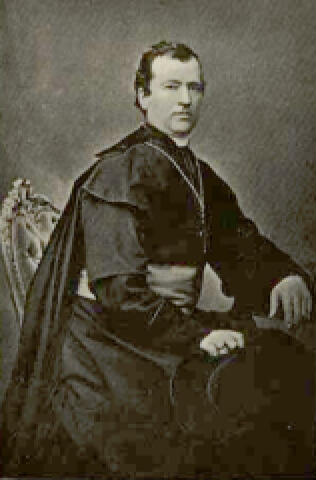
Bischof John Farrel

John Farrell (* 2. Juni 1820 in Armagh; † 26. September 1873 in Hamilton, Ontario) war ein kanadischer römisch-katholischer Geistlicher und Bischof von Hamilton in Ontario.

## Leben
John Farrel war irischer Herkunft. Seine Familie wanderte 1832 nach Kanada aus und ließ sich in Kingston, Ontario nieder. Nachdem er am 5. Oktober 1845 die Priesterweihe empfangen hatte, wirkte Farrell kurze Zeit in Kingston, bevor er 1853 als Seelsorger nach Peterborough berufen wurde.
Am 29. Februar 1856 wurde er zum ersten Bischof der neu gegründeten Diözese Hamilton erwählt. Die Bischofsweihe spendete ihm am 11. Mai desselben Jahres Patrick Phelan PSS, Apostolischer Administrator von Kingston; Mitkonsekratoren waren der Bischof von Toronto Armand-Françios-Marie de Charbonnel OFMCap sowie Joseph-Eugène-Bruno Guigues OMI, Bischof von Bytown.
Als Bischof legte John Farrell den Schwerpunkt seiner Arbeit auf die Gründung eines unabhängigen katholischen Schulwesens. Am Ende seiner siebzehnjährigen Amtszeit gab es 26 aktive Schulen im Bereich der Diözese Hamilton. Ferner förderte er die Stiftung der späteren St. Jerome’s University in Kitchener-Waterloo.
Er war Konzilsvater des Ersten Vatikanischen Konzils.
John Farrel starb 1873 im Amt und wurde in der seinerzeitigen Kathedralkirche von Hamilton, der St. Mary’s Church beigesetzt.